# 利福勒縣 (密西西比州)
是美國密西西比州西部的一個縣。面積1,570平方公里。根据美國2000年人口普查，共有人口37,947人。縣治格林伍德（Greenwood）。
利福勒縣成立於1871年3月15日。縣名紀念喬克托族酋長格林伍德·利福勒。